# Райнбек (містечко, Нью-Йорк)
Райнбек (англ. Rhinebeck) — місто (англ. town) в США, в окрузі Дачесс штату Нью-Йорк. Населення — 7596 осіб (2020).

## Демографія
Згідно з переписом 2010 року, у місті мешкало 7548 осіб у 3158 домогосподарствах у складі 1768 родин. Було 3653 помешкання
Расовий склад населення:
| - 92,4 % — білих - 2,5 % — чорних або афроамериканців - 1,8 % — азіатів - 0,1 % — вихідців з тихоокеанських островів - 0,1 % — корінних американців - 1,9 % — осіб інших рас |

До двох чи більше рас належало 1,3 %. Частка іспаномовних становила 5,1 % від усіх жителів.
За віковим діапазоном населення розподілялося таким чином: 16,8 % — особи молодші 18 років, 57,0 % — особи у віці 18—64 років, 26,2 % — особи у віці 65 років та старші. Медіана віку мешканця становила 50,4 року. На 100 осіб жіночої статі у місті припадало 83,3 чоловіків;  на 100 жінок у віці від 18 років та старших — 79,4 чоловіків також старших 18 років.
Середній дохід на одне домашнє господарство  становив 117 842 долари США (медіана — 80 938), а середній дохід на одну сім'ю — 150 836 доларів (медіана — 104 653). Медіана доходів становила 71 596 доларів для чоловіків та 50 644 долари для жінок. За межею бідності перебувало 8,3 % осіб, у тому числі 9,7 % дітей у віці до 18 років та 7,8 % осіб у віці 65 років та старших.
Цивільне працевлаштоване населення становило 3681 особа. Основні галузі зайнятості: освіта, охорона здоров'я та соціальна допомога — 39,5 %, роздрібна торгівля — 11,3 %, науковці, спеціалісти, менеджери — 10,7 %.